# Kaliuria
Per kaliuria (dal latino kalium, «potassio»), o potassiuria, è il livello di potassio nelle urine, che deve essere 30-120 milliequivalenti nelle 24 ore.
Il potassio è un catione prevalentemente intracellulare, contribuendo a regolare l'equilibrio osmotico della membrana, e quindi il volume cellulare. Il suo equilibrio col sodio, altro fondamentale sale, è mantenuto dalla pompa sodio-potassio, che trasporta sodio all'esterno della cellula e potassio all'interno.
L'iperpotassuria, cioè un livello eccessivamente elevato di potassio, si ha in caso di:
- iperaldosteronismo
- ipercorticosurrenalismo
- tubulopatie
- acidosi tubulare renale tipi I e II
- alcalosi metabolica
- uso di diuretici.

L'ipopotassiuria si ha invece in caso di:
- insufficienza renale
- insufficienza corticosurrenalica
- acidosi metabolica
- uso di diuretici risparmiatori di potassio.